# Агия Триада (дем Паламас)
Агия Триада (на гръцки: Αγία Τριάδα), със старо име до 1958 г. – Мерихово (на гръцки: Μερίχοβον), е голямо село в дем Паламас, в Трикалското поле на Тесалийската равнина.
Мерихово е родно място на светеца Дамян Нови.